# Hirtodrosophila alboralis
Hirtodrosophila alboralis är en tvåvingeart som först beskrevs av Momma och Hajimu Takada 1954.  Hirtodrosophila alboralis ingår i släktet Hirtodrosophila och familjen daggflugor. Inga underarter finns listade i Catalogue of Life.